# Shiyan
Shiyan (xinès: 十堰; pinyin: Shíyàn) és una ciutat a nivell de prefectura al nord-oest de la província de Hubei, a la República Popular de la Xina. Limita amb Henan al nord-est, Chongqing al sud-oest i Shaanxi al nord i a l'oest.
Al cens del 2020, la seva població era de 3.209.004 habitants dels quals 1.033.407 vivien a l'àrea urbanitzada (o metropolitana) formada pels 2 districtes urbans de Maojian i Zhangwan en 1.193 quilòmetres quadrats. El 2007 la ciutat va ser designada com una les deu ciutats més habitables de la Xina per l'Informe sobre el valor de la marca de les ciutats xineses, que es va publicar a la Cimera de Beijing del Fòrum de Ciutats de la Xina de 2007.

## Història
Shiyan va ser esmentada per primera vegada amb el seu nom actual l'any 1484. Després de l'establiment de la República Popular de la Xina, Shiyan va formar part del comtat de Yun (actualment districte de Yunyang).
Des de la dècada de 1930 fins a la dècada de 1950, Shiyan es va veure molt afectada per inundacions freqüents del riu Han.  En resposta a aquestes inundacions, el govern va establir el Projecte de Conservació de l'Aigua de Danjiangkou el 1958, un projecte per evitar les inundacions del riu Han, subministrar aigua per al reg i generar hidroelectricitat al riu.  Com a part del projecte, la presa de Danjiangkou es va construir entre 1958 i 1974, creant l'embassament homònim. Com a part d'aquest projecte, el govern central va haver de reubicar 382.000 persones durant el període de construcció.

## Geografia
Als extrems nord i sud de Shiyan es troben els punts més elevats, mentre que el centre geogràfic de la ciutat té una elevació relativament baixa.  El punt més alt de Shiyan és Congping al comtat de Zhuxi, a 2.740,2 metres sobre el nivell del mar, mentre que el punt més baix, Panjiayan a Danjiangkou, es troba a 87 msnm. Els turons i muntanyes de Shiyan generalment tenen pendents pronunciades, i molts dels seus rius tenen desnivells pronunciats i corrents d'aigua ràpids.  Els rius principals de Shiyan són el riu Du i el riu Han.  Les muntanyes de Wudang travessen Shiyan d'est a oest. El cim conegut com "muntanya Wudang", o en mandarí Wudangshan, és un dels centres culturals més importants del taoisme. A les zones circumdants hi ha uns 200 temples monàstics i llocs religiosos taoistes. Shiyan té molta superfície boscosa: els boscos representen el 74,37% del territori.

## Administració
La ciutat-prefectura de Shiyan administra 8 divisions a nivell de comtat, que inclou tres districtes, una ciutat a nivell de comtat i quatre comtats.